# Adela Elad
Adela Elad, née le 25 octobre 1987 à Bamenda, est une actrice, productrice de cinéma, scénariste et philanthrope camerounaise. Elle est connue pour les films Night in the Grass Field, Baby Daddy et U-Turn. Elle est lauréate du prix African Dream Achiever Award en 2015.

## Biographie

### Enfance et études
Adela Elad est née le 25 octobre 1987 à Bamenda, dans le département de la Mezam dans la région du Nord-Ouest du Cameroun. Elle fait son parcours primaire à Douala puis ses études secondaires à l'école secondaire bilingue du gouvernement de Santchou. Après l’obtention de son diplôme d'études secondaires au City College of Commerce Mankon à Bamenda, elle intègre l'Université de Buéa. 

### Carrière
Adela Elad commence sa carrière d’actrice en 2012 en jouant dans le Film University Girls de Mina Christine, une productrice et réalisatrice camerounaise basée aux États-Unis. Elle a continué dans des films tels que U-turn de Ashu Egbe, un producteur basé à Douala, Wrong Combination, et dans les séries télévisées Rumble et Bad Angels diffusés à la Cameroon Radio Television (CRTV). Depuis lors, elle est très présente et très active dans le septième art camerounais. 
En 2016, elle lance Mae Pictures, sa propre société de production cinématographique. Avec celle-ci elle produit le film Night of The Grassfield en 2017 et son premier projet sur le plan international est Baby Daddy avec le producteur nigérian de Nollywood Emem Isong, et des stars comme Alexx Ekubo la même année. En 2015, elle remporte le prix African Dream Achiever Award. Elle fait partie de l'équipe de distribution du film The African Guest de Enah Johnscott et Robert Omnibozoologist LaRue en 2014.

## Philanthropie
Adela Elad est active dans le domaine de l'aide aux enfants qui manquent d'équipements de base. En 2016, elle a créé la Fondation Mae qui mène des actions en faveur des enfants défavorisés.

## Filmographie
- 2012 : University Girls
- 2013 : U-Turn[7]
- 2015 : Bad Angel (série télévisée)[8]
- 2017 : Night of The Grassfield[9]
- 2017 : Baby Daddy[10]